# 李庶 (明朝)
李庶（1515年—？），字季卿，福建福州府福清縣人，鹽籍，明朝政治人物。

## 生平
嘉靖十六年（1537年）丁酉科福建鄉試第七十四名舉人。嘉靖二十年（1541年）中式辛丑科會試第三十四名，登第三甲第四十四名進士。授金华知县，守正奉公，抑强扶弱。甲辰、乙巳歲发生旱灾饥荒，竭诚祈祷，發廪平糴，全活甚众，邑人德之。歷官刑部郎中，三十四年十二月恤刑廣西。

## 家族
曾祖李鑛；祖父李潤，署教諭事舉人；父李楅。前母謝氏；母施氏。慈侍下。